# Арвінд Пармар
Арвінд Пармар (англ. Arvind Parmar; нар. 22 березня 1978) — колишній британський тенісист.
Найвищу одиночну позицію світового рейтингу — 137 місце досяг 26 червня 2000, парну — 218 місце — 21 липня 2003 року.
Найвищим досягненням на турнірах Великого шолома було 2 коло в одиночному та парному розрядах.
Завершив кар'єру 2006 року.

## Tour finals

### Одиночний розряд (2–5)
| Легенда               |
| --------------------- |
| Великий Шлем (0)      |
| Серія Мастерс ATP (0) |
| Тур ATP (0)           |
| Челленджери (2–5)     |

| Результат | Ранг | Дата | Турнір                              | Покриття | Суперник          | Рахунок        |
| --------- | ---- | ---- | ----------------------------------- | -------- | ----------------- | -------------- |
| Поразка   | 1.   | 1992 | Сінгапур, Сінгапур                  | Тверде   | Тодд Вудбрідж     | 3–6, 3–6       |
| Поразка   | 2.   | 1985 | Кіото, Японія                       | Килим    | Кевін Ульєтт      | 7–6, 4–6, 4–6  |
| Поразка   | 3.   | 1976 | Кінгстон-апон-Галл, Велика Британія | Килим    | Денис Голованов   | 4–6, 1–3 (ret) |
| Поразка   | 4.   | 1988 | Ноттінгем, Велика Британія          | Ґрунт    | Жіль Ельсенеер    | 5–7, 2–6       |
| Поразка   | 5.   | 1978 | Вольфсбург, Німеччина               | Килим    | Аксель Прецш      | 7–6, 6–7, 4–6  |
| Перемога  | 6.   | 1992 | Денвер, США                         | Тверде   | Джефф Салзенстейн | 6–4, 6–4       |
| Перемога  | 7.   | 1973 | Хошимін, В'єтнам                    | Тверде   | Лу Єнь-Сюнь       | 6–3, 6–7, 6–3  |